# Bołszowce
Bołszowce, do 2012 Bolszowce (ukr. Більшівці, Bilsziwci) – osiedle typu miejskiego na Ukrainie, w obwodzie iwanofrankiwskim, w rejonie halickim. Obok wsi przebiega ukraińska droga krajowa N09. 1926 mieszkańców (2020), dla porównania spis powszechny w 2001 zanotował ich 2254.
Bołszowce leżą na ziemi halickiej, ok. 8 kilometrów na północ od Halicza, na błotnistej równinie w widłach rzeki Gniła Lipa i potoku Narajówka.

## Historia

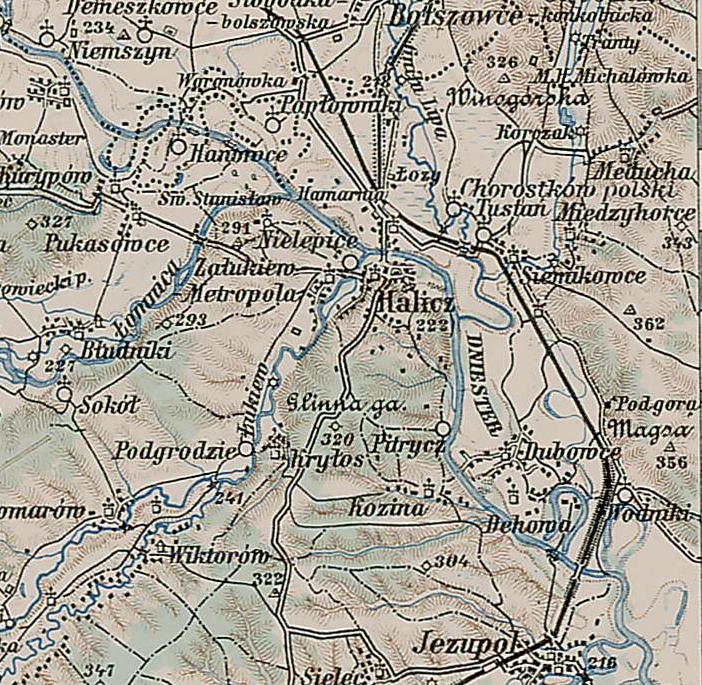
Bołszowce na mapie z 1889 r.

Pierwsza pisemna wzmianka pochodzi z 8 marca 1408 roku, a miejscowość występuje pod nazwą Mały Bowszów. Rozwój miejscowości rozpoczął się po jej przejściu na własność Kazanowskich: wojewody i hetmana koronnego wojska polskiego Marcina (1566–1636), później do jego syna Dominika Aleksandra (zmarł w 1648), a następnie do rodziny Jabłonowskich. Na początku XIX w. miasteczko przeszło do rodziny Maleckich. W 1830 r. spadkobiercą po Józefie Maleckim został Walerian Krzeczunowicz (1790–1866) po nim jego syn Kornel (1815–1881), wnuk Aleksander (1863–1922), prawnuk Kornel (1894–1988), który posiadał majątek Bołszowce do momentu odebrania Polsce tych ziem po zakończeniu II wojny światowej. Kornel Krzeczunowicz był polskim pisarzem emigracyjnym i ziemianinem, podpułkownikiem Wojska Polskiego, posłem na Sejm IV kadencji w II RP. Jego synem jest Andrzej Krzeczunowicz, dyplomata i dziennikarz.
W 1590 r. Bołszowce staraniami Kazanowskich otrzymało status miasteczka. Było ono często najeżdżane przez Szwedów, Kozaków, Turków i Tatarów. W czasie I wojny światowej zostało doszczętne zrujnowane. W okresie międzywojennym w granicach Polski, w województwie stanisławowskim, w powiecie rohatyńskim, siedziba gminy Bołszowce. W 1922 r. rozpoczęła odbudowę miejscowości staraniem organizacji odbudowy miast województwa stanisławowskiego, która była podporządkowana Sekcji Technicznej i Dyrekcji robót publicznych we Lwowie. Centrum miasta został ratusz, zbudowany w 1932 r. według projektu architekta Stefana Ochli, istniejący do dzisiaj.
We wrześniu 1939 r. zajęte przez Armię Czerwoną. Podczas ataku III Rzeszy na ZSRR zdobyte 3 lipca 1941 r. przez Wehrmacht. Tego samego dnia Niemcy rozstrzelali 450 bołszowieckich Żydów; dla pozostałych około 1500 Żydów utworzono getto. Do końca 1942 r. getto zostało zlikwidowane poprzez deportacje do obozu śmierci w Bełżcu lub do innych gett.
Podczas okupacji niemieckiej w Bołszowcach miał miejsce atak ukraińskich nacjonalistów na Polaków. Według wspomnień świadków zgromadzonych przez Stowarzyszenie Upamiętnienia Ofiar Zbrodni Ukraińskich Nacjonalistów stało się to w październiku 1943 roku a liczba ofiar miała wynieść 70. Natomiast Komitet Ziem Wschodnich pisał w raporcie z 15 kwietnia 1944 r.: Ostatnio bowiem nasilił się bardzo terror ukraiński na całym Podkarpaciu nawet, bezpośrednio przed nadejściem bolszewików mordowano i palono wioski i zagrody polskie i tak np. w powiecie Rohatyn wymordowano i spalono wioski polskie Bybło, Dytiatyn, Podszumlańce, Skoromochy Stare, Bołszów, Bołszowce....
13 marca 1944 r. nacjonaliści ukraińscy zamordowali karmelitę, wikariusza bołszowieckiego sanktuarium, ojca Bartłomieja Czosnka. Miały też miejsce pojedyncze morderstwa innych ważnych osób zamieszkałych na terenie wsi. Łącznie liczba polskich ofiar zabitych z rąk ukraińskich nacjonalistów w Bołszowcach wyniosła ok. 90 osób.
W celu utrzymania spokoju na zapleczu frontu okupacyjne władze niemieckie zdecydowały o podjęciu akcji odwetowej za działalność miejscowych oddziałów UPA. Jednostka niemieckiej policji złożona z byłych jeńców sowieckich spacyfikowała Bołszowce oraz Bołszów i Słobódkę Bołszowiecką. Według Grzegorza Hryciuka 13 i 14 marca 1944 r. w Bołszowcach zginęło 280 Ukraińców (inne źródło przypisuje tę liczbę ofiar do Słobódki Bołszowieckiej). Mimo braku jakichkolwiek poszlak wskazujących na udział Polaków w mordzie, w 2014 r. z inicjatywy miejscowego greckokatolickiego proboszcza obok cerkwi został wzniesiony pomnik z napisem „Ku pamięci ukraińskich ofiar, które zginęły w akcji niemieckich faszystów i polskich szowinistów w dniu 14 marca 1944 r.”

## Zabytki
- Sanktuarium Nawiedzenia Najświętszej Maryi Panny w Bołszowcach – w zachodniej części miejscowości znajduje się zdewastowany w czasach sowieckich pokarmelicki kościół i klasztor Nawiedzenia NMP ufundowany przez polskiego hetmana Marcina Kazanowskiego w 1624 r. Budynki wielokrotnie były niszczone podczas najazdów Kozaków, Szwedów, Tatarów i Turków. Kościół był miejscem szczególnego kultu obrazu Matki Boskiej Bolszowieckiej koronowanego 15 sierpnia 1777 r., który obecnie jest umieszczony w kościele św. Katarzyny w Gdańsku. Ogromnych zniszczeń kościół i klasztor doznał również podczas I wojny światowej. Przez cały okres istnienia II Rzeczypospolitej trwały prace remontowe, które zakończyły się sukcesem w 1938 r. Po zakończeniu II wojny światowej i wysiedleniu Polaków z tych ziem kościół zamknięto i urządzono w nim skład zboża i nawozów sztucznych, natomiast z klasztoru zrobiono chlew dla świń i stajnie dla bydła. Wspólnota rzymskokatolicka odzyskała budynki w stanie ruiny w latach 90 XX wieku. Od 2001 r. budynki znajdują się pod opieką ojców franciszkanów. Bardzo często odbywają się w tym miejscu Spotkania Młodych archidiecezji lwowskiej. W ostatnich latach kościół jako wybitny przykład późnobarokowej architektury polskiej został objęty projektem rewaloryzacyjnym, realizowanym w ramach Programu Ministra Kultury i Dziedzictwa Narodowego „Dziedzictwo Kulturowe”, finansowanym ze środków ministerialnych, które pochodzą bezpośrednio z budżetu Państwa Polskiego. Natomiast środki na odbudowę klasztoru pochodzą z Senatu RP i Ministerstwa Spraw Zagranicznych RP. Archeolodzy z Wrocławia podczas prac zabezpieczających odnaleźli w 2006 r. szczątki hetmana Kazanowskiego[12].
- synagoga z XVIII w.
- cmentarz międzywyznaniowy z najstarszymi zachowanymi nagrobkami sięgającymi połowy XIX w.
- neoklasycystyczny dworek Krzeczunowiczów wzniesiony w latach 1926–1929 według projektu Tadeusza Mokłowskiego, oraz należący do dworu park w stylu angielskim (obecnie teren ukraińskiego Domu Opieki Społecznej)
- późno-neogotycki ratusz z 1932 r.
- zamek[13] (obecnie nie istnieje). W okresie II RP były widoczne jeszcze fundamenty baszty zamkowej.

## Galeria

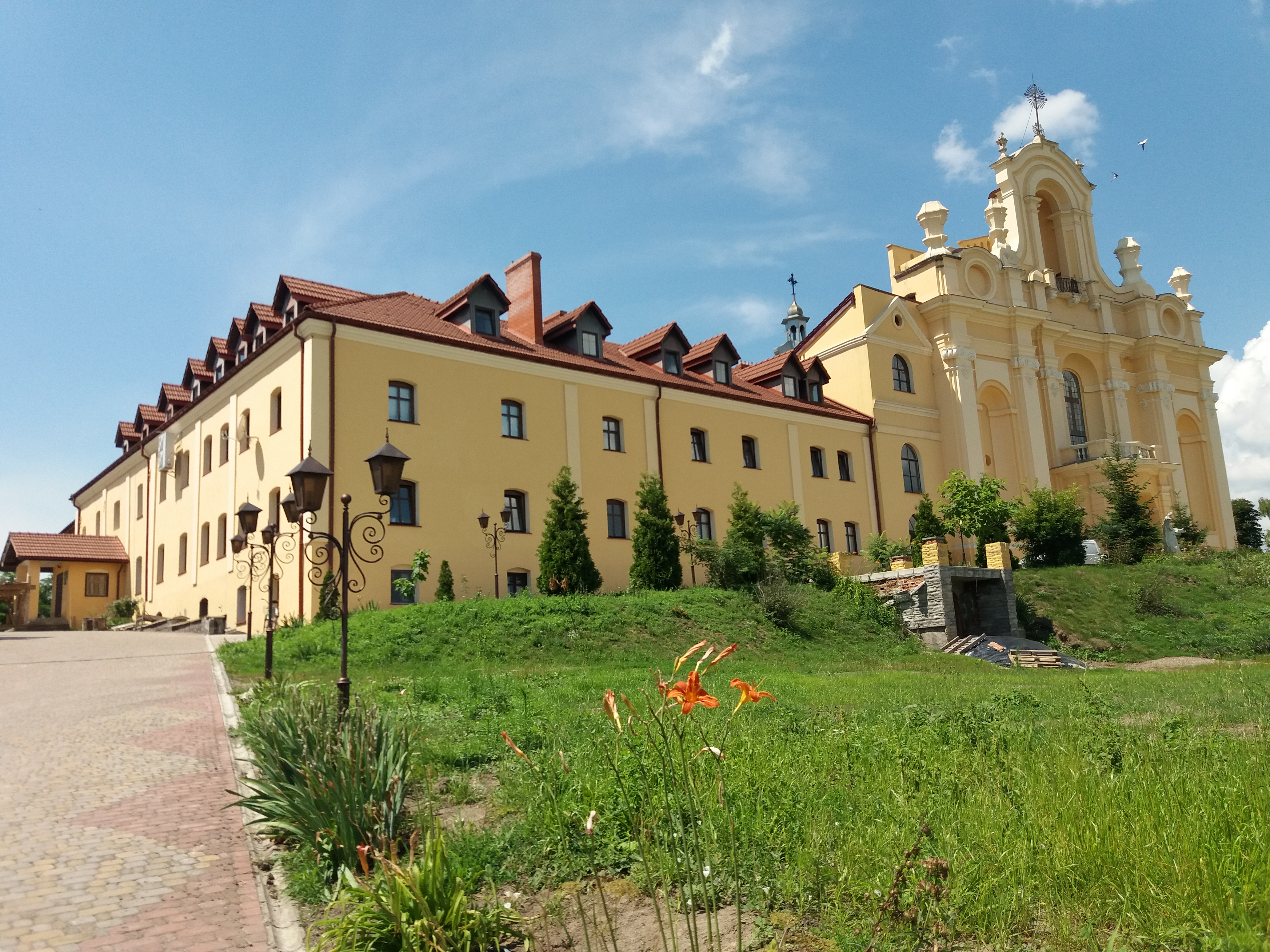
Sanktuarium Nawiedzenia NMP w Bołszowcach
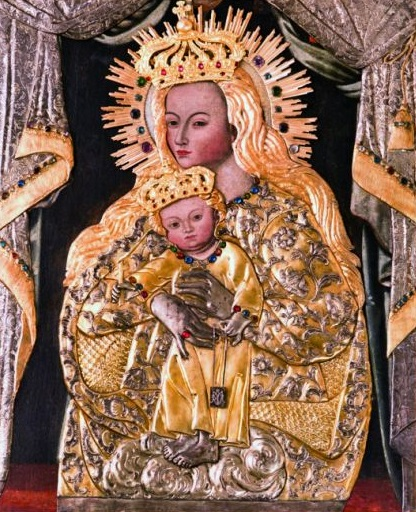
Oryginalny obraz Matki Bożej Bołszowieckiej (obecnie w kościele św. Katarzyny w Gdańsku)
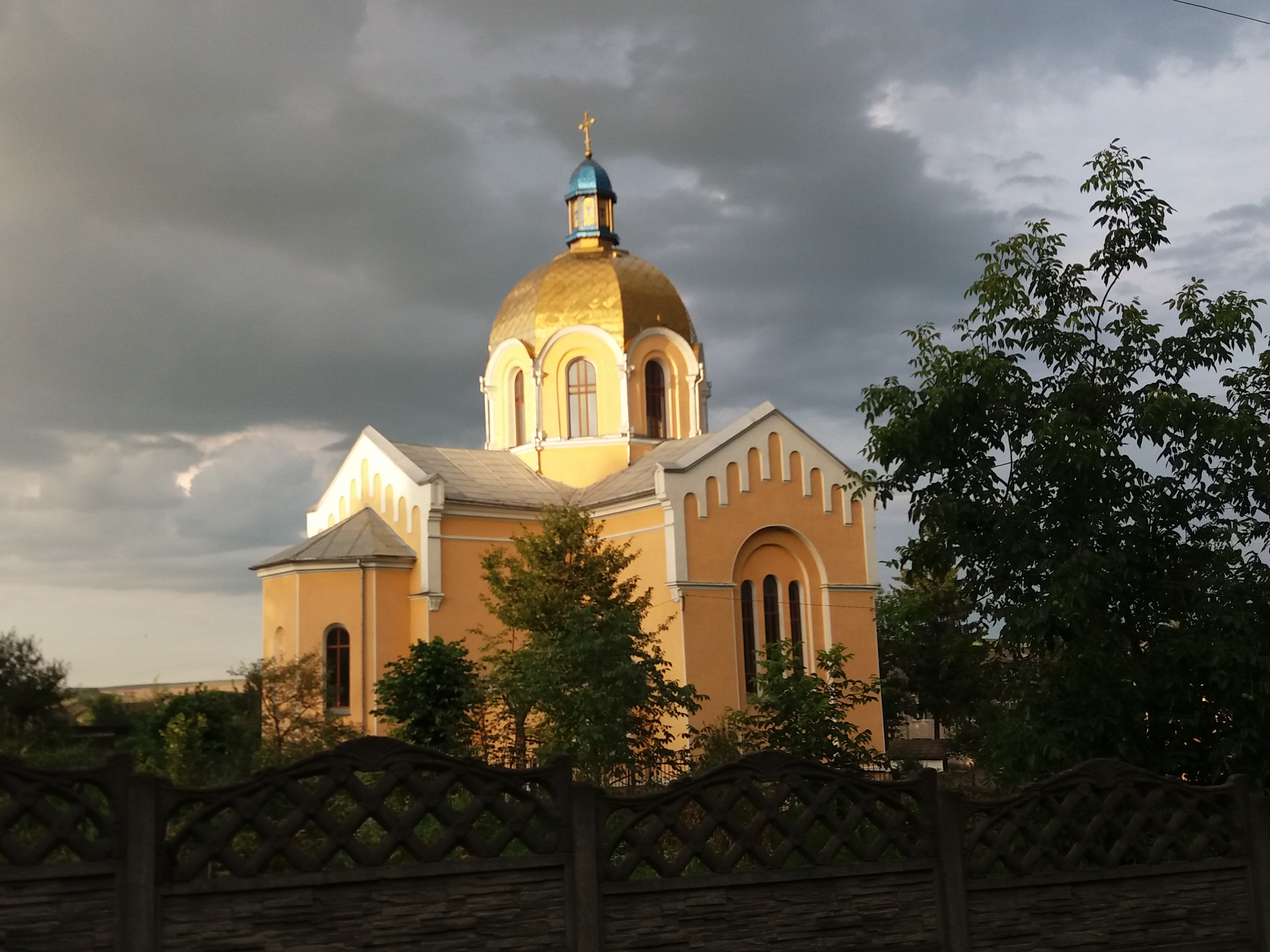
Cerkiew greckokatolicka w Bołszowcach
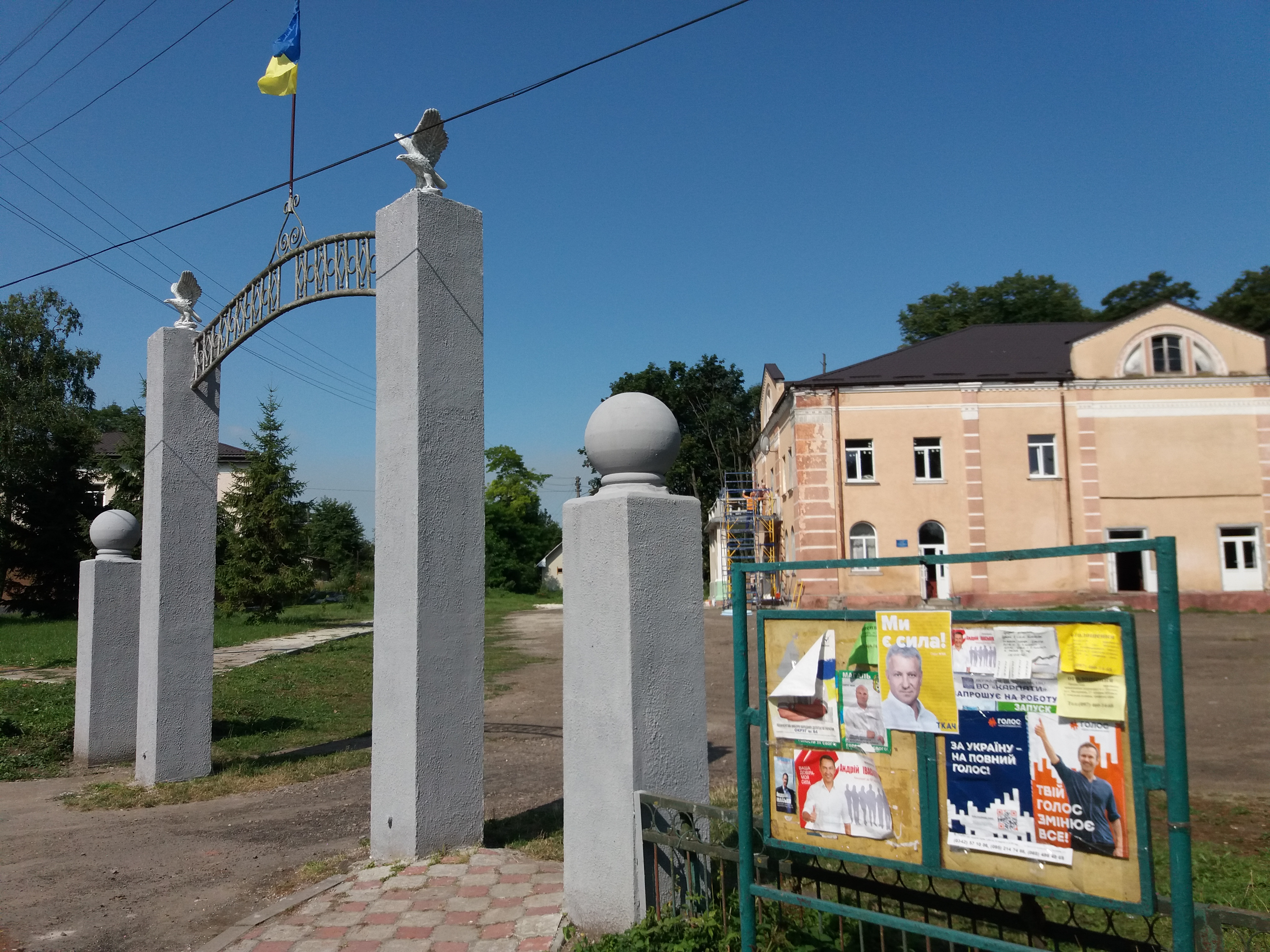
Brama przed dawną synagogą w Bołszowcach, obecnie Domem Kultury, przed remontem (lipiec 2019)
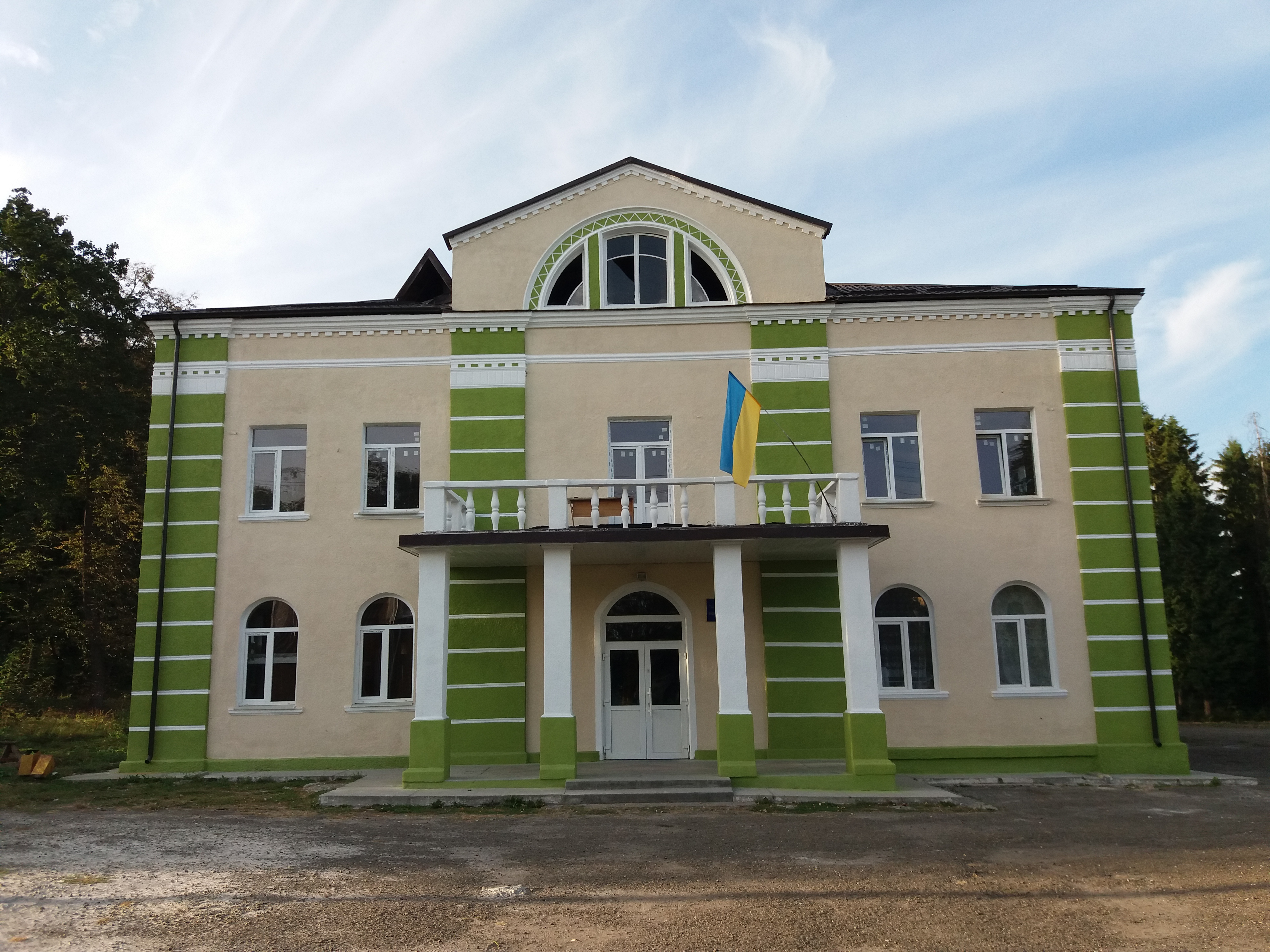
Dawna synagoga w Bołszowcach po remoncie (wrzesień 2019)
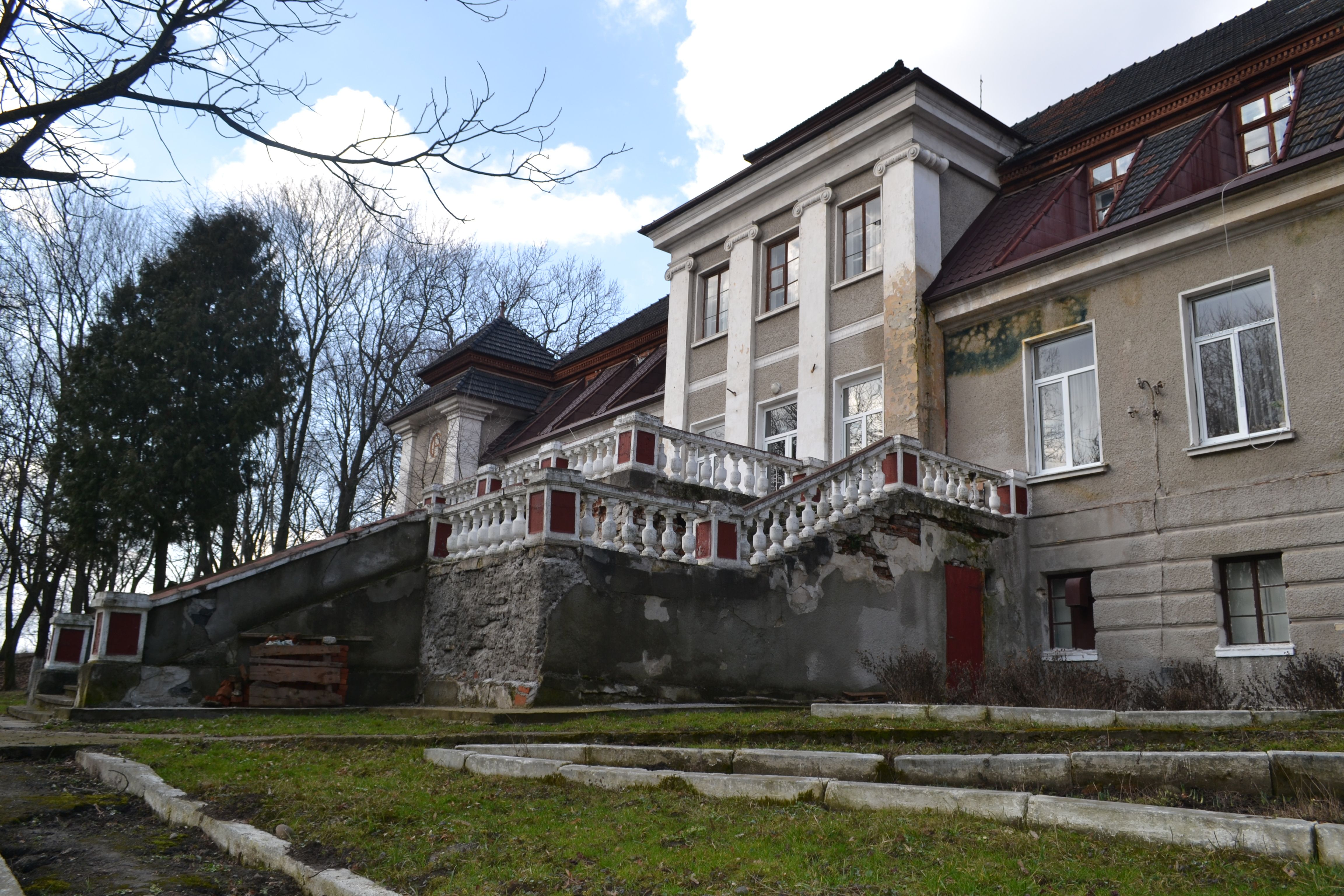
Pałac Krzeczunowiczów
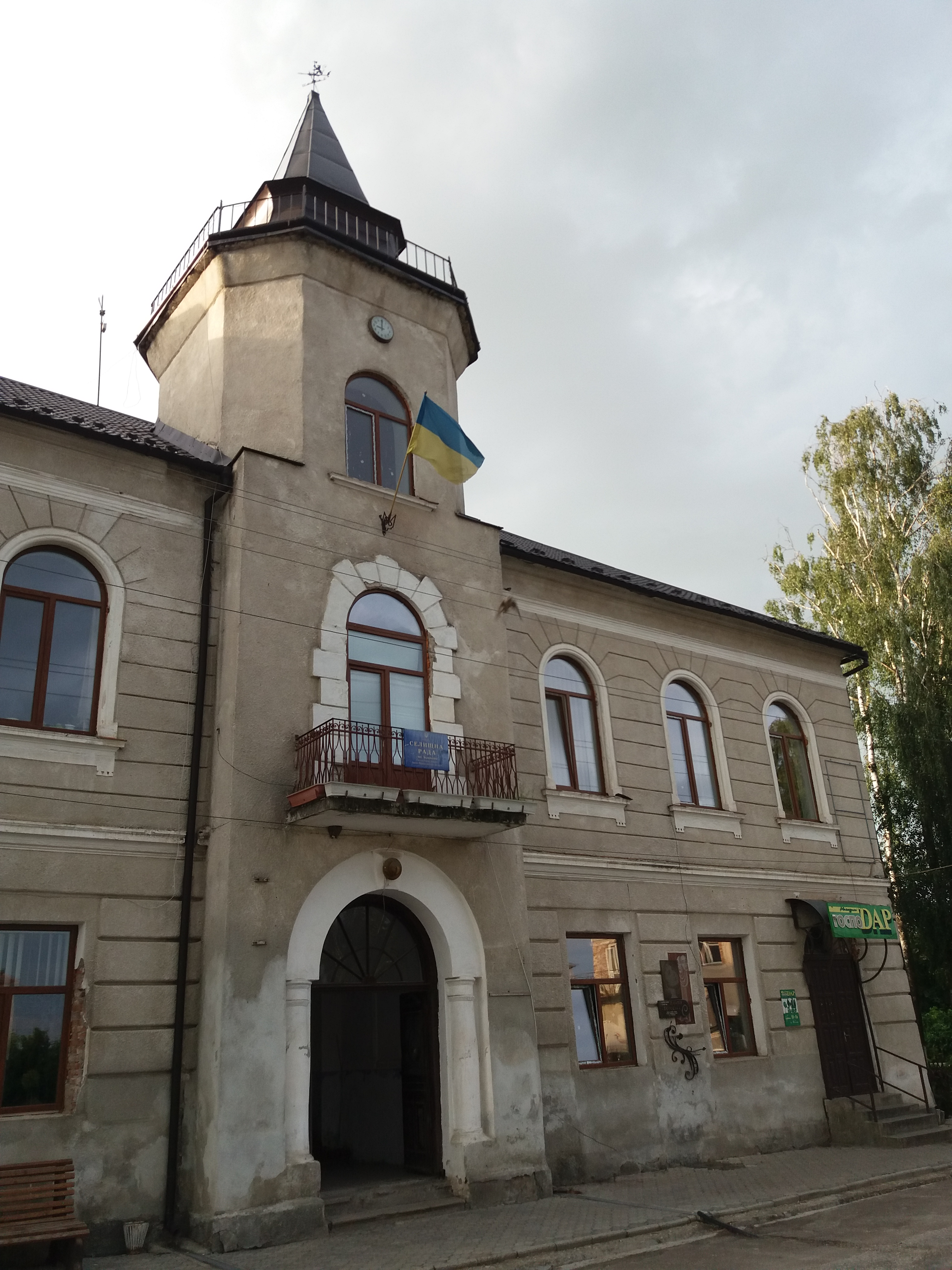
Ratusz w Bołszowcach przed remontem (lipiec 2018)
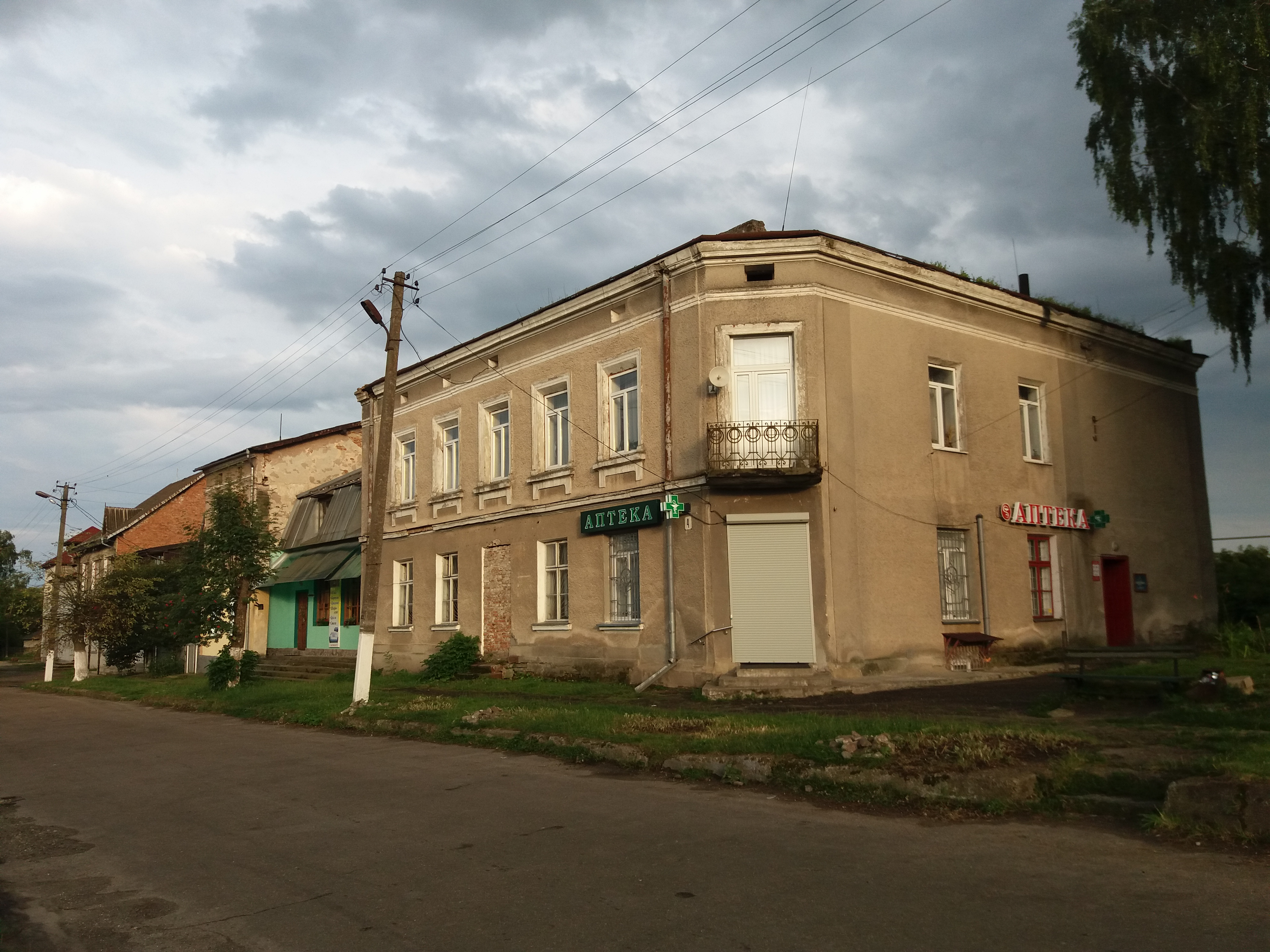
Pożydowskie kamienice
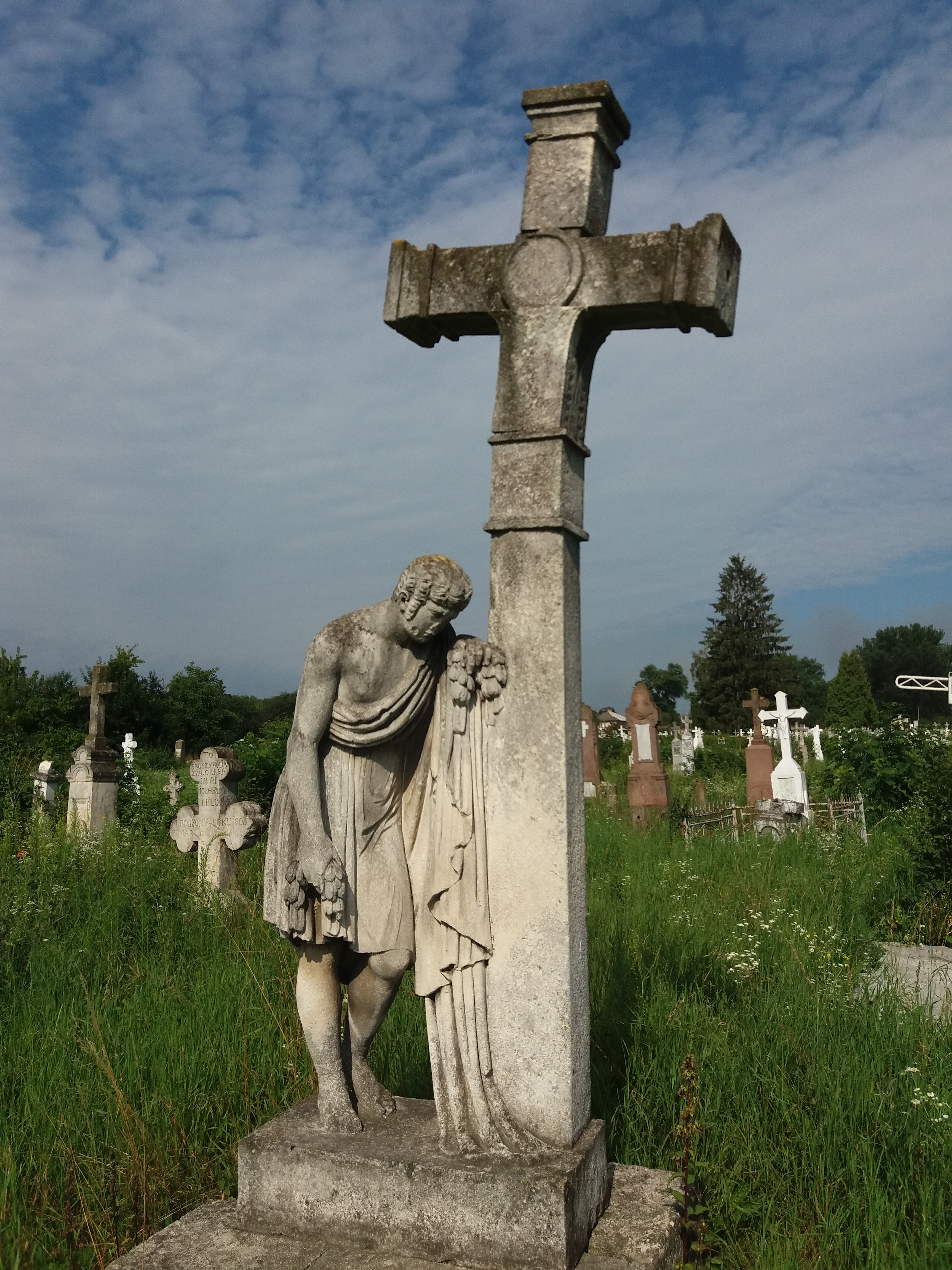
Cmentarz w Bołszowcach
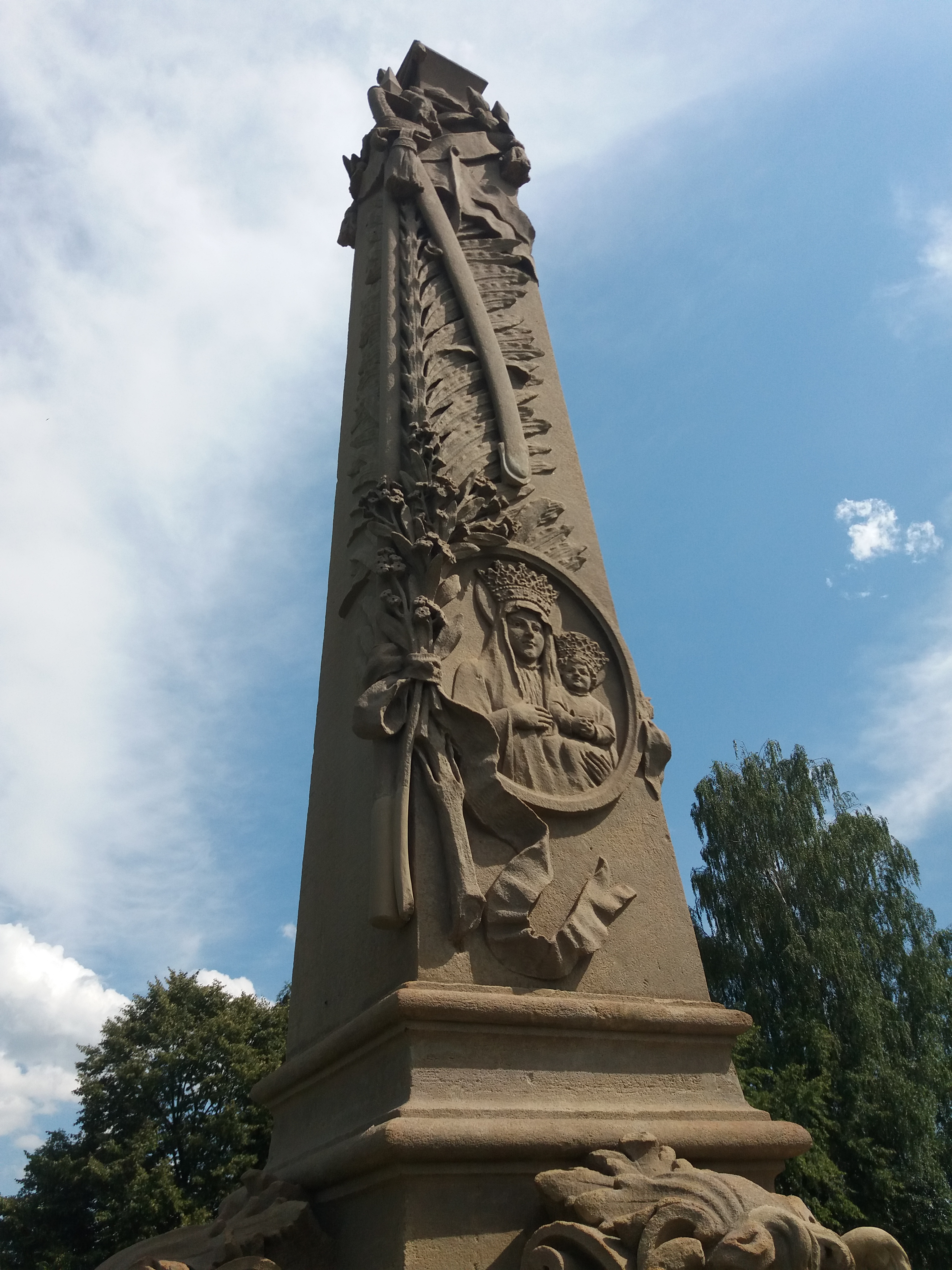
Grób Ezechiela Berzeviczego, powstańca listopadowego
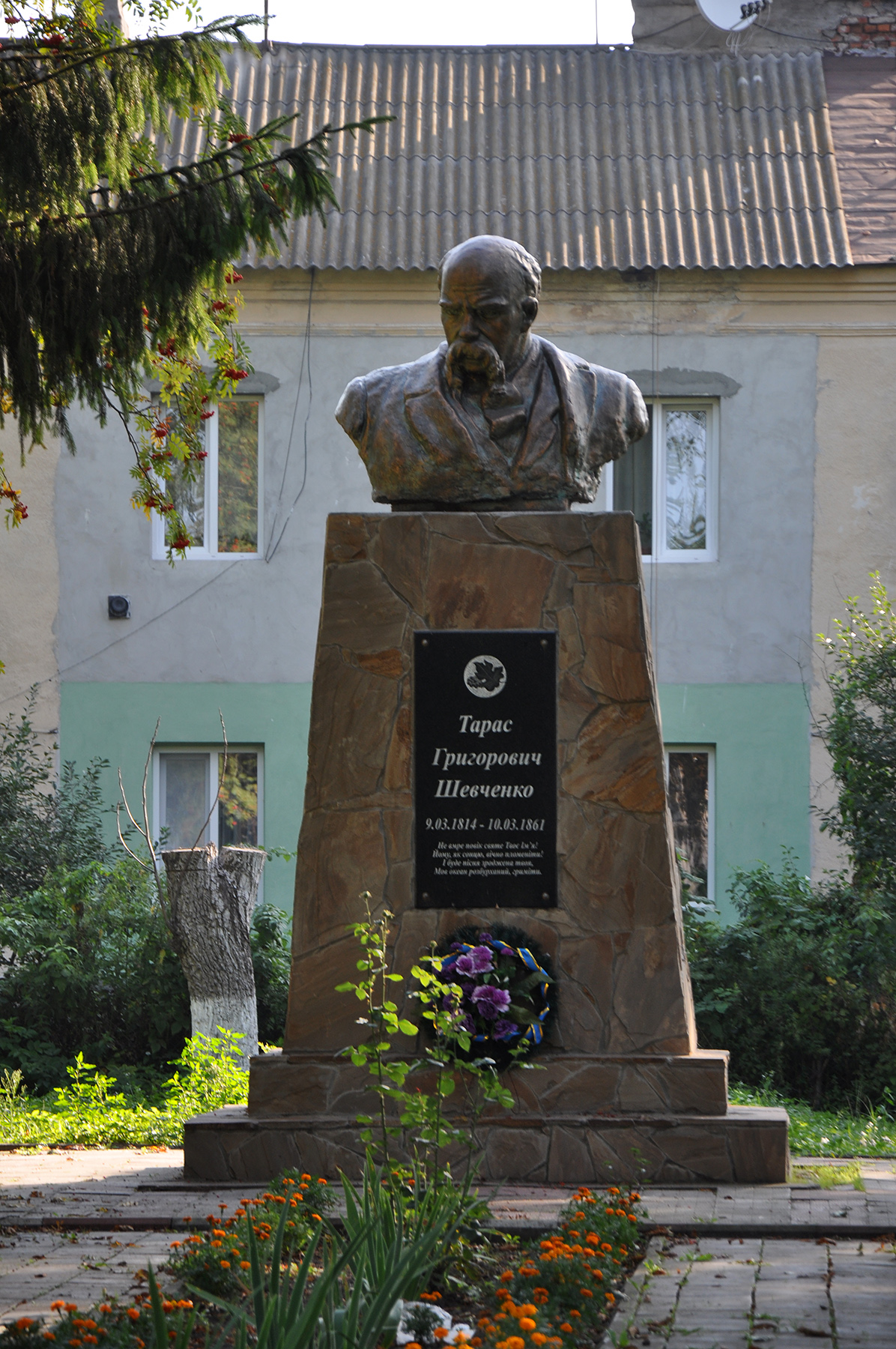
Pomnik Tarasa Szewczenki
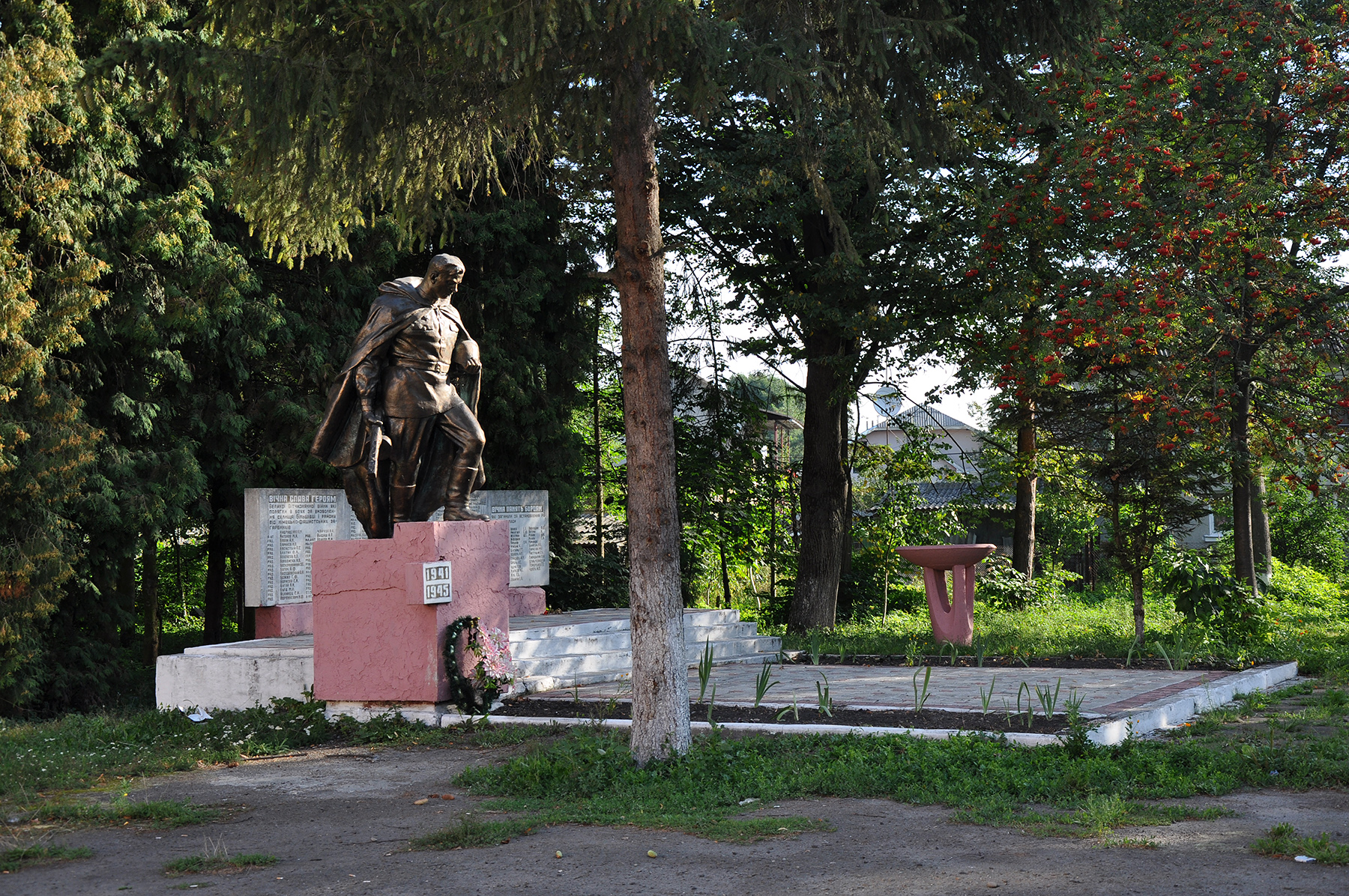
Pomnik poległych czerwonoarmistów
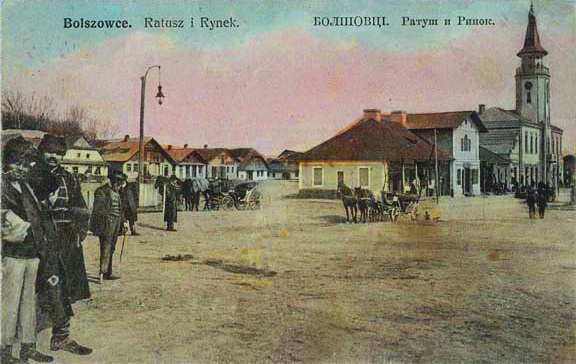
Bołszowce na austro-węgierskiej pocztówce, początek XX wieku

## Ludzie związani z miastem
- Antoni Grodki – radca namiestnictwa, honorowy obywatel Bołszowiec
- Dominik Aleksander Kazanowski
- Marcin Kazanowski
- Stanisław Klementowski (1894–1945), oficer Wojska Polskiego, kawaler Orderu Virtuti Militari
- Antoni Ostaszewski (1816–1883) – doktor medycyny

Rodzina ziemiańska Krzeczunowiczów
- Aleksander Krzeczunowicz
- Andrzej Krzeczunowicz
- Kornel Krzeczunowicz I
- Kornel Krzeczunowicz II
- Walerian Krzeczunowicz